# Wilhelm von Eisendecher

Wilhelm von Eisendecher

Wilhelm von Eisendecher (* 24. Mai 1803 in Hannover; † 3. März 1880 in Wiesbaden) war ein Minister des Großherzogtums Oldenburgs und oldenburgischer Gesandter beim Bundestag des Deutschen Bundes.

## Leben
Wilhelm von Eisendecher war der Sohn Johann Georg Dietrich (von) Eisendechers (* 1773). Dessen Mutter, die Großmutter von Wilhelm von Eisendecher, war Louise von Eisendecher, die Schwester von August Wilhelm Iffland. Eisendechers Vater war Bereiter und Titularrittmeister in Hannover und hielt sich von 1810 bis 1814 in Kassel auf. 1819 ging er als Offizier in russische Dienste nach Sankt Petersburg, wo er es bis zum Major brachte und 1821 geadelt wurde. Seit 1826 lebte er in Stuttgart, ab 1835 wieder in Hannover.
Sein Sohn Wilhelm, der seit 1836 das Adelsprädikat führte, studierte nach Schulbesuch und Privatunterricht von 1822 bis 1825 Rechtswissenschaft in Göttingen, von 1825 bis 1826 in Heidelberg und promovierte dort 1828 zum Dr. iur. 1829 kehrte er nach Göttingen zurück und verfasste eine Denkschrift über das Bürgerrecht im alten Rom nach einem in Göttingen befindlichen Manuskript in italienischer Sprache. Mit einem Vorwort von Arnold Heeren, der diese Arbeit auch in den Göttingischen Gelehrten Anzeigen rezensierte, erschien das Buch noch im gleichen Jahr.
Eisendecher, der die Englische, Französische und Russische Sprache beherrschte, wurde nach einer Empfehlung Heerens 1828 zum Vorleser des 73-jährigen Herzogs Peter Friedrich Ludwig von Oldenburg berufen und galt bald auch als Vertrauensmann des Erbgroßherzogs Paul Friedrich August von Oldenburg. Unter Befreiung von der ersten Staatsprüfung wurde er 1830 zum Kabinetts- und Privatsekretär ernannt und legte 1833 das zweite Examen ab. Nach der Ernennung zum Hofrat (1836) war er ebenfalls 1836 mit der Ausarbeitung der Statuten des Haus- und Verdienstordens des Herzogs Peter Friedrich Ludwig befasst. Seit 1846 Geheimer Referendar, wurde er am 11. Dezember 1849 in die Regierung von Buttel berufen, wo er das Departement des Großherzoglichen Hauses und des Äußeren übernahm. 1850 entsandte ihn August I. von Oldenburg als Bevollmächtigter zur Dresdner Konferenz. In der Frage der dänischen Thronfolge des Erbgroßherzogs vertrat er neben Finanzminister Krell die Richtung des Großherzogs gegen die Minister Dietrich Christian von Buttel und von Berg, für die er sich 1850 erfolgreich als Vermittler einsetzte. Nach Entlassung der Regierung von Buttel wurde er am 11. Mai 1851 in die neue Regierung von Rössing übernommen, wo er die gleichen Departements wie 1849 erhielt. Da er aber gleichzeitig zum Bundestagsgesandten bestimmt wurde, übernahm während seiner Abwesenheit der Staatsrat von Rössing seine Vertretung im Departement der Auswärtigen Angelegenheiten.
Im Februar 1852 ließ sich Eisendecher von der Stelle eines verantwortlichen Mitgliedes des Staatsministeriums auf eigenen Wunsch entbinden und blieb dann in Frankfurt als Bundestagsgesandter, zugleich für die Häuser Anhalt und die schwarzburgischen Zweige (Anhalt-Dessau, Anhalt-Bernburg, Anhalt-Köthen, Schwarzburg-Sondershausen und Schwarzburg-Rudolstadt), bis zur Auflösung des Bundestages 1866. Am 15. März 1854 unterzeichnete er mit Aldephonse Alexandre Félix du Jardin, Minister von Leopold I. von Belgien einen Staatsvertrag zwischen Belgien und dem deutschen Bund. 1856 wurde er mit dem Titel eines Geheimen Staatsrats und 1860 mit dem Titel eines Geheimen Rats ausgezeichnet.

## Gesellschaftliches Leben
In Oldenburg hatte Eisendecher bald Anschluss an die literarisch führenden Kreise und gehörte dem Literarisch-geselligen Verein von 1839 bis 1847 an. Er freundete sich mit Adolf Stahr und, nach anfänglicher Antipathie wegen seiner Vertrauensstellung am Hofe, auch mit Ludwig Starklof an. Die Freundschaft mit Adolf Stahr wurde durch die Ereignisse von 1848/49 beeinträchtigt. Der dänische Dichter Hans Christian Andersen verkehrte bei seinen Besuchen Oldenburgs 1843 und 1845 in seinem Hause und wohnte 1845 auch bei ihm. Der Briefwechsel Andersens mit Wilhelm von Eisendechers Ehefrau Lina aus den Jahren 1843 bis 1862 ist ein aufschlussreiches Zeugnis dieser familiären Verbindung.

## Familie

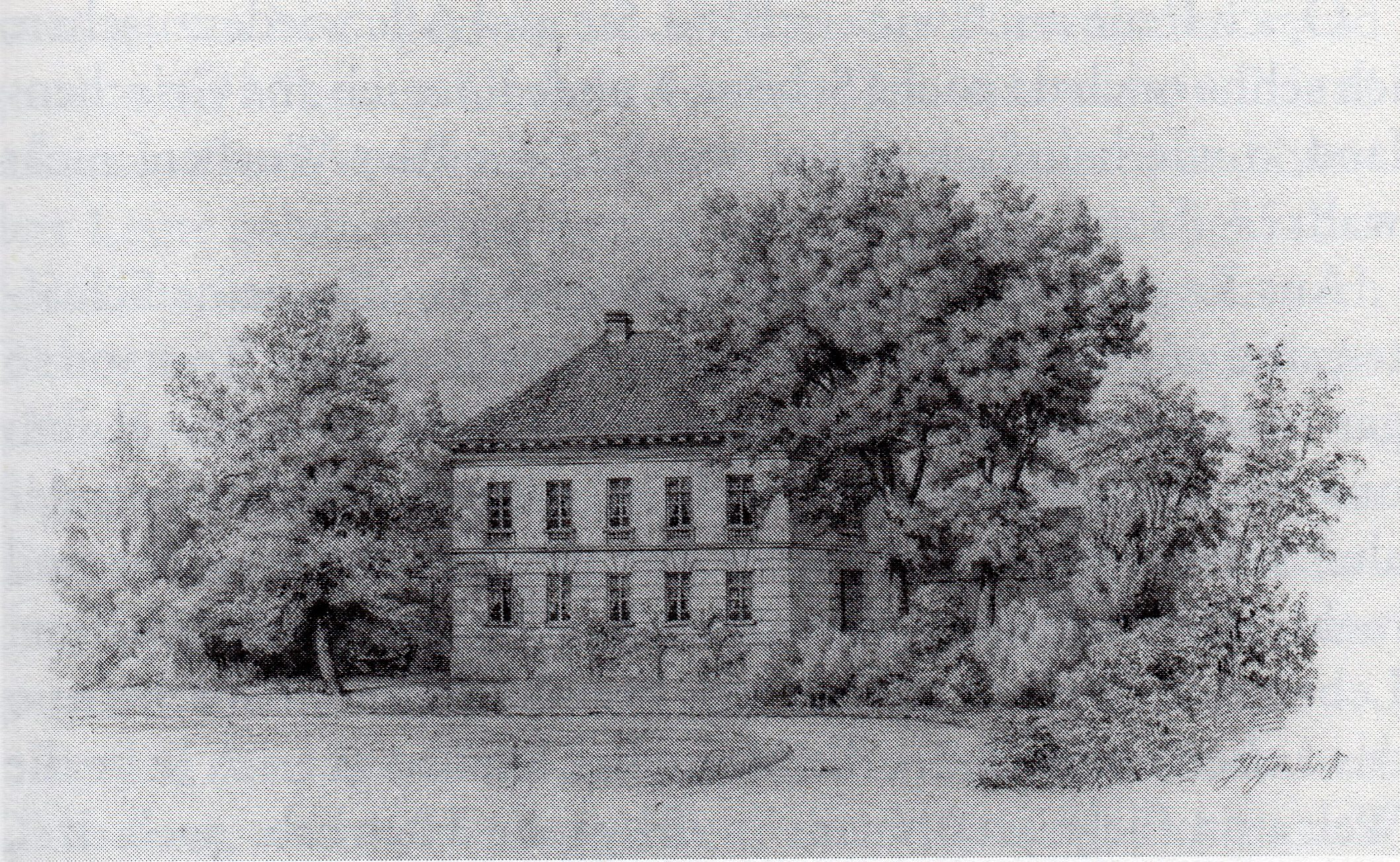
Ehemaliges Wohnhaus in Oldenburg, Gartenstraße 16 (Zeichnung von Just Ulrik Jerndorff)

Eisendecher war verheiratet mit Caroline Dorothea Elisabeth geb. Hartlaub (1820–1875), der Tochter des Bremer Großkaufmanns und Ratsherrn Carl Hartlaub. Ihr Bruder Carl Johann Gustav Hartlaub (1814–1900) und ihr Neffe Clemens Hartlaub (1858–1927) waren bekannte Zoologen. Ihr Onkel, der Pfarrer und Schriftsteller Wilhelm Hartlaub, ist als enger Freund von Eduard Mörike bekannt.
Der Ehe entstammten der spätere Vizeadmiral und Diplomat Karl (1841–1934) sowie die Tochter Christa (* 1852).

## Veröffentlichungen
- Wilhelm von Eisendecher: Über die Entstehung, Entwickelung und Ausbildung des Bürgerrechts im alten Rom. Hamburg 1829.

- Literatur von und über Wilhelm von Eisendecher im Katalog der Deutschen Nationalbibliothek